# ТЕЦ Меховиці
ТЕЦ Меховіце — колишня теплоелектроцентраль у на півдні Польщі у місті Битом.
В 1942 році в Битомі (котре до кінця Другої світової війни належав Німеччині) почали спорудження електростанції Kraftwerk Mechtal, котра повинна була мати 4 енергоблоки потужністю по 55 МВт. На початку 1945-го тут вже працювали 3 блоки, проте після поразки Німеччини основне обладнання ТЕС вивезли до СРСР. В 1953—1954 роках станцію відбудували за первісним проектом, при цьому використали обладнання чеського виробництва, зокрема, встановили 8 котлів Першого Брненського машинобудівного заводу типу ОР-130.
З 1960-х станція почала виконувати функцію теплоелектроцентралі. Станом на кінець 1990-х в роботі залишались лише два основні турбінні агрегати, у яких в 1986-му та 1995-му роках конденсаційні турбіни замінили на теплофікаційні 7UC60 потужністю по 55 МВт. В 1998-му на додаток до них запустили одну конденсаційну турбіну потужністю 15 МВт.
В 1993-му магістральний теплопровід з'єднав станцію Меховіце з іншою битомською теплоелектроцентраллю — Шомберецькою. Це дозволило до 1998 року припинити на останній генерацію електроенергію, хоча вона продовжувала виконувати функцію пікової котельні.
Станом на 2015-й в роботі залишалось лише чотири парові котли та одна турбіна потужністю 55 МВт, при цьому теплова потужність майданчику рахувалась як 319 МВт. В 2018-му з Битомом сполучили ТЕЦ Забже, на якій ввели в експлуатацію нову турбіну потужністю 75 МВт. Це дозволило вивести з експлуатації останні генеруючі потужності на ТЕЦ Меховіце, котра наразі перетворена на пікову котельню. При цьому в найближчі кілька років планували замінити парові котли на сучасні водогрійні, перший з яких типу WR-25 потужністю 25 МВт став до ладу в 2016-му. А в 2018-му уклали контракт на встановлення котла потужністю 40 МВт.